# 愛は不死鳥
「愛は不死鳥」（あいはふしちょう）は、1970年4月20日に発売された布施明の20枚目のシングル盤レコードである。

## 解説
- デビュー6年目で、布施が若手から中堅へ入ろうとする時期の代表的なヒット曲の一曲である。
- 平尾昌晃は前年の1969年まで、結核のため1年近い長期入院をしていた。本曲は平尾が退院後、復活リサイタルで歌う新曲として書かれたが、闘病明けで高音部分が歌いこなせないため没になり、布施の持ち歌として世に出ることになった[1]。
- 布施はこの曲で同年の『第21回NHK紅白歌合戦』に4度目の出場を果たすが、その『紅白』本番で着用した、不死鳥をイメージする衣装は語り草になっている[2]。

## 収録曲
1. 愛は不死鳥
作詞：川内康範／作曲：平尾昌晃／編曲：小谷充
2. 霧の羽田空港
作詞：山上路夫／作曲：平尾昌晃／編曲：小谷充